# Osterland

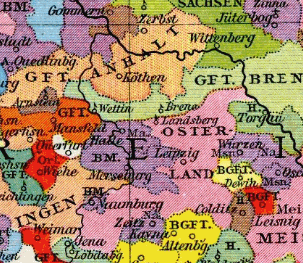
Die Markgrafschaft Landsberg (Osterland) nach 1260

Das Osterland (lat.: terra orientalis) ist eine historische Landschaft im heutigen Thüringen, Sachsen und Sachsen-Anhalt. Die leicht hügelige Landschaft stellt die nördlichsten Vorhügel des Westerzgebirges dar und fällt sanft bis zu den Ebenen des südöstlichen Sachsen-Anhalt ab. Sie zeigt immer noch einige Spuren früherer vulkanischer Aktivität.

## Geschichte

### Mittelalter
Auf dem Gebiet des späteren Osterlandes entstand 937 die Sächsische Ostmark, die 965 in fünf kleinere Verwaltungseinheiten (Marken) geteilt wurde. Dazu gehörten unter anderem die Mark Lausitz, Mark Merseburg und die Mark Zeitz, die alle anteilig auf dem Gebiet des Osterlandes lagen. Durch Erbteilung ging aus diesem Gebiet im 13. Jahrhundert die Markgrafschaft Landsberg hervor.
Im 14. Jahrhundert war die deutsche Kolonisierung und damit der Beginn der landwirtschaftlichen Nutzung weitgehend abgeschlossen und damit durch Rodung die dichte Bewaldung als prägende Form abgelöst worden.

### Neuzeit
In Publikationen des 19. Jahrhunderts findet sich Mark Thüringen als eine spätere Bezeichnung für das Gebiet des Osterlandes.
Bereits 1838 wurde die Geschichts- und Altertumsforschende Gesellschaft des Osterlandes gegründet, die bis 1945 bestand und 1990 neu begründet wurde.
Seit den 1990er Jahren fand eine Besinnung auf die historische Landschaft statt und die regionale Verwendung des Begriffes nahm zu. Die Ausgabe der Leipziger Volkszeitung im Altenburger Land wird seit den frühen 1990er Jahren als Osterländer Volkszeitung (OVZ) vertrieben. In Gera gibt es ein Osterlandgymnasium. Weiterhin gibt es die Marke Osterland für Molkerei-Produkte der Milchwerke Thüringen GmbH, die zur DMK-Gruppe gehört.

## Geografische Lage
Die geografische Ausdehnung der unter dem Begriff Osterland verstandenen Landschaft veränderte sich dabei immer wieder, wobei die westliche Grenze immer die Saale (bei Weißenfels) blieb. Im Norden erstreckte sich die Landschaft bis nach Leipzig und Eilenburg, im Süden bis nach Eisenberg und Borna, im Osten bis nach Torgau; später wurde oft die Mulde als natürliche Grenze betrachtet. Im 14. Jahrhundert wurde der Begriff erweitert, indem das Pleißenland (mit Altenburg, Schmölln, Meerane, Ponitz und Zwickau) sowie Gera und die Schönburgischen Herrschaften (an der Zwickauer Mulde) hinzu kamen.